# Idahosa Trails
Idahosa Trails es una película dramática nigeriana de 2017 escrita, producida y dirigida por Stanlee Ohikhuare. Está protagonizada por Charles Okafor, David Schifter, Liz Benson, Osas Ighodaro, Frank Donga. La película fue estrenada a finales de octubre de 2017 por Mighty Jot Studios en Ciudad de Benín, Nigeria.

## Sinopsis
La película se basa en la experiencia del periodista estadounidense Thomas Book (David Schifter) que busca entrevistar al arzobispo Benson Idahosa (Charles Okafor) por su participación en la milagrosa recuperación de un jefe popular en la ciudad de Benín, cuya recuperación se produjo espontáneamente después de seis años en coma.
Thomas Book se encuentra en un viaje a la antigua ciudad de Benín, Nigeria, para filmar un documental de investigación sobre los ritos realizados durante la coronación de un nuevo Oba, pero no consigue obtener suficiente información por el secretismo de los lugareños.  Mientras se prepara para salir de la ciudad, escucha la historia de un popular jefe local que acaba de despertar de un coma de seis años y decide documentar la historia. Convencido de que la historia sería una especie de compensación por no obtener información en la cobertura de la coronación, decide ir hasta el hospital. 

## Elenco
- Charles Okafor como Benson Idahosa
- David Schifter como Thomas Book
- Liz Benson-Ameye como Sarah
- Osas Ighodaro como Osamuede
- Adedamola Akapo como el joven Benson Idahosa
- Frank Donga como Pastor Osas
- Daisy Morsi como Margaret Idahosa
- Florence Iyamu como Edede
- Patrick Doyle como John Idahosa